# Dookoła Mazowsza 2017
60. edycja kolarskiego wyścigu Dookoła Mazowsza odbywała się od 25 do 29 lipca 2017 roku. Wyścig liczył 4 etapy oraz prolog, o łącznym dystansie 673,5 km. Wyścig figurował w kalendarzu cyklu UCI Europe Tour, posiadając kategorię UCI 2.2.

## Uczestnicy
Lista drużyn uczestniczących w wyścigu:
| Numery  | Kod | Drużyna                            |
| ------- | --- | ---------------------------------- |
| 1-6     | FIX | Team FixIT.no                      |
| 11-16   | SKC | SKC Tufo Prostějov                 |
| 21-26   | TCC | TC Chrobry Scott Głogów            |
| 31-36   | ELA | Elkov-Author                       |
| 41-46   | RBR | Rietumu Banka-Riga                 |
| 51-56   | LZS | LZS Piaseczno-Golczewo             |
| 61-66   | BER | KED-Stevens-Radteam Berlin         |
| 71-76   |     | Reprezentacja Ukrainy              |
| 81-86   |     | Reprezentacja Niemiec              |
| 91-95   |     | ALKS STAL Ocetix Iglotex Grudziądz |
| 101-106 | DOM | Domin Sport                        |
| 111-116 | KLS | Kolss Cycling Team                 |
| 121-126 | KPM | KS Pogoń Mostostal Puławy          |

| Numery  | Kod | Drużyna                           |
| ------- | --- | --------------------------------- |
| 131-136 | DKB | Dukla Banská Bystrica             |
| 141-146 | GKS | GKS Cartusia Kartuzy              |
| 151-156 | P&S | P&S Team Thuringen                |
| 161-166 | WIB | Wibatech 7R Fuji                  |
| 171-176 |     | Reprezentacja Białorusi           |
| 181-186 | VOS | Voster Uniwheels Team             |
| 191-196 |     | Team AURA Energi–CK Aarhus        |
| 201-206 |     | Reprezentacja Słowacji U-23       |
| 211-216 | CCC | CCC Sprandi Polkowice             |
| 221-225 |     | Mayday Team Lublin                |
| 231-236 | KRI | Krismar Big Silvant Warmia Mazury |
| 241-246 | KKT | KK Tarnovia Tarnowo Podgórne      |

## Etapy
| Etap   | Data     | Start – Meta                              | km    | Typ    | Zwycięzca etapu | Lider             |
| ------ | -------- | ----------------------------------------- | ----- | ------ | --------------- | ----------------- |
| Prolog | 25 lipca | Warszawa                                  | 2,5   | ITT    | Adrian Banaszek | Adrian Banaszek   |
| 1.     | 26 lipca | Teresin – Teresin                         | 167,2 | Płaski | Alois Kaňkovský | Alois Kaňkovský   |
| 2.     | 27 lipca | Grodzisk Mazowiecki – Grodzisk Mazowiecki | 170,6 | Płaski | Jarosław Marycz | Grzegorz Stępniak |
| 3.     | 28 lipca | Odrzywół – Odrzywół                       | 168,5 | Płaski | Theo Reinhardt  | Grzegorz Stępniak |
| 4.     | 29 lipca | Kozienice – Kozienice                     | 164,7 | Płaski | Alois Kaňkovský | Alois Kaňkovský   |

## Klasyfikacja generalna
| M-ce | Imię i nazwisko    | Kraj     | Drużyna                      | Czas        |
| ---- | ------------------ | -------- | ---------------------------- | ----------- |
| 1.   | Alois Kaňkovský    | Czechy   | Elkov-Author                 | 14h 53' 35" |
| 2.   | Grzegorz Stępniak  | Polska   | Wibatech 7R Fuji             | + 6"        |
| 3.   | Emīls Liepiņš      | Łotwa    | Rietumu Banka-Riga           | + 12"       |
| 4.   | Eryk Latoń         | Polska   | Team Hurom                   | + 18"       |
| 5.   | Māris Bogdanovičs  | Łotwa    | Rietumu Banka-Riga           | + 19"       |
| 6.   | Kamil Małecki      | Polska   | CCC Sprandi Polkowice        | + 19"       |
| 7.   | Patryk Stosz       | Polska   | CCC Sprandi Polkowice        | + 22"       |
| 8.   | Marcin Białobłocki | Polska   | CCC Sprandi Polkowice        | + 23"       |
| 9.   | Vasili Strokau     | Białoruś | Reprezentacja Białorusi      | + 24"       |
| 10.  | Tobiasz Pawlak     | Polska   | KK Tarnovia Tarnowo Podgórne | + 26"       |